# Noordwolde (Frise)
Pour les articles homonymes, voir Noordwolde.
Noordwolde est un village situé dans la commune néerlandaise de Weststellingwerf, dans la province de la Frise. Le 1er janvier 2009, le village comptait 3 800 habitants.